# 鹿島臨海鉄道8000形気動車
鹿島臨海鉄道8000形気動車（かしまりんかいてつどう8000がたきどうしゃ）は、鹿島臨海鉄道の気動車である。

## 概要
老朽化した6000形の置き換え用車両として、2016年（平成28年）より新潟トランシスで製造された。大洗鹿島線で運用される。

## 構造
車体は、関東鉄道キハ5000形気動車に準ずる両運転台式で、両開きの中央扉と片開き式の両端扉2箇所の片側3扉となっている。いずれの扉も押しボタン開閉式の半自動扉である。一方、前面形状は三陸鉄道36-700形気動車に準ずる。
水戸駅で鹿島臨海鉄道が発着する8番線では、車両の水戸寄りより前方のみに階段・エスカレーターが配置されているという構造により、同駅到着時の車内混雑緩和などの実情を踏まえ、車内はデッキ無しで、6000形とは異なる全ロングシートを有する。定員は135名（うち座席44名）。トイレは設置されていない。
バリアフリー対応のため水戸方面の扉横に車椅子スペースが設けられた。また、LCDによる車内表示器が初めて設置される。
機関はDMF13HZディーゼル機関を装備し、出力242.7kw/2000min-1。総排気量12.7l 最大トルク1.41kN・m/1200minである。ブレーキ方式に電気指令式ブレーキを採用しているため、6000形と連結しての運転はできない。
車体のカラーリングは、下半分を砂浜と大地を表現する「ブラウン」（淡黄色）、上半分は鹿島灘の海と空を表現するブルーに地域に支えられて発展していくことを表現するレッドのラインを配置している。
8004より排障器が大型化されている。

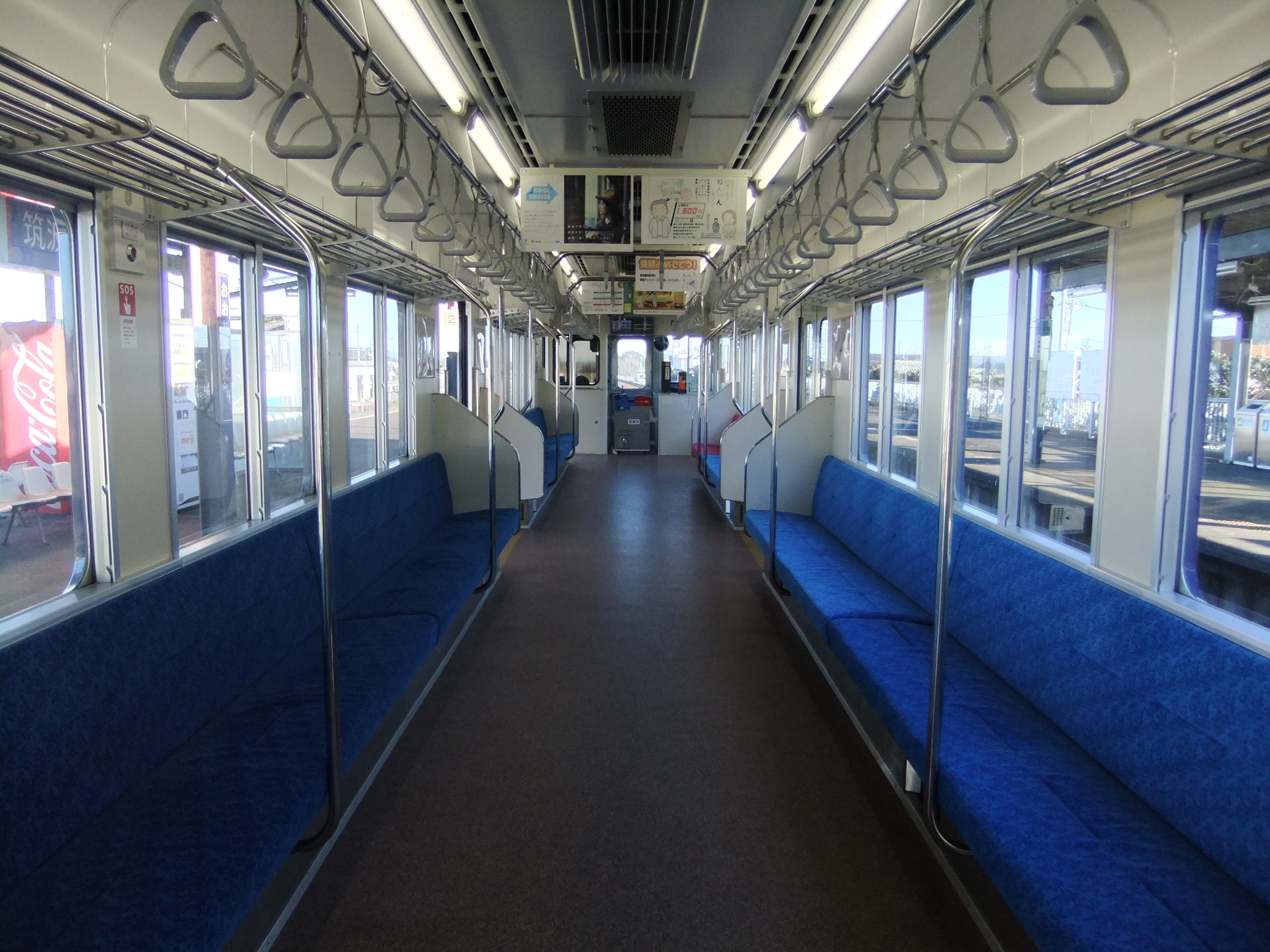
8000形車内
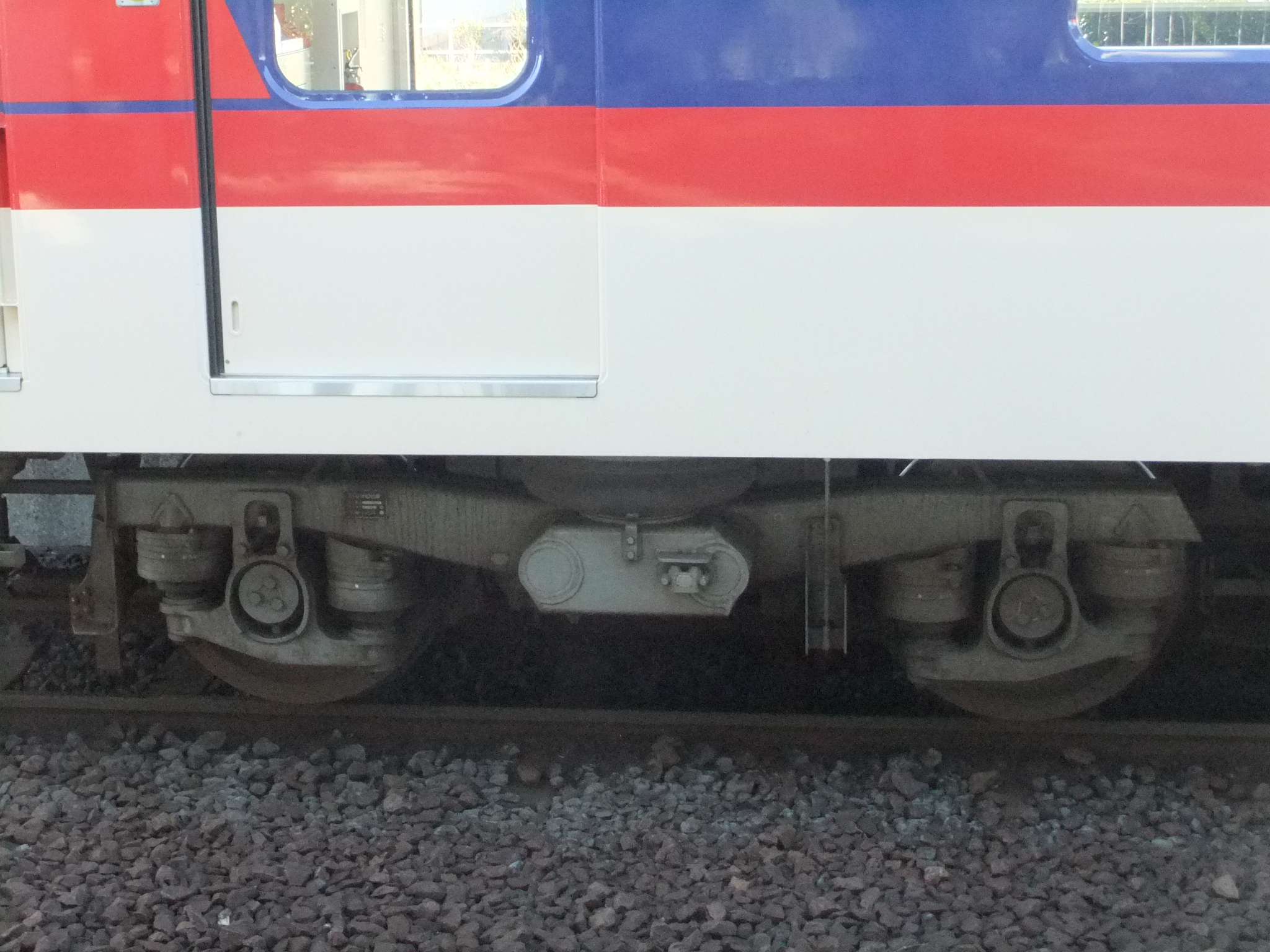
8000形台車

## 運用
8001が2016年3月26日から営業運転が開始された。8002、8003が投入され、2017年1月7日から連結運転が開始されている。

### ラッピング広告車
2022年7月より、8002がJX金属により同社のマスコットキャラクター「カッパーくん」がデザインされたラッピング車両となった 。
また、2023年4月より8006が株式会社ユーゴーが運営する「クリーニング専科」のラッピング車となっている 。